# Senin Sebai
Senin Hyacinthe Sebai (* 18. Dezember 1993 in Abidjan) ist ein ivorischer Fußballspieler.

## Karriere
Senin Sebai wechselte zur Saison 2014/15 in die Republik Moldau zu Saxan Ceadîr-Lunga. Für Saxan kam er bis zur Winterpause zu zwölf Einsätzen in der Divizia Națională, in denen er vier Tore erzielte. Im Januar 2015 wurde er nach Rumänien an Astra Giurgiu verliehen. Während der Leihe absolvierte er drei Partien in der Liga 1. Nach der Leihe kehrte Sebai allerdings nicht mehr in die Republik Moldau zurück, sondern wechselte im Juli 2015 nach Belarus zum FK Sluzk. Für Sluzk kam er bis zum Ende der Saison 2015 zu sieben Einsätzen in der Wyschejschaja Liha. Nach Saisonende verließ er den Verein wieder.
Nach über einem halben Jahr ohne Verein kehrte der Stürmer im August 2016 wieder nach Sluzk zurück. In einem weiteren Jahr beim Verein absolvierte er 25 Partien in der höchsten belarussischen Spielklasse und erzielte dabei drei Tore. Im Juli 2017 wechselte er nach Russland zum Zweitligisten Baltika Kaliningrad. Für Baltika kam er in der Saison 2017/18 zu 31 Einsätzen in der Perwenstwo FNL, in denen er zehnmal traf. Zur Saison 2018/19 schloss er sich dem Ligakonkurrenten FK Tambow an. In einem halben Jahr in Tambow absolvierte er 20 Zweitligapartien, in denen er acht Tore erzielte. Im Februar 2019 wechselte Sebai nach Kasachstan zum Erstligisten Tobyl Qostanai. In seiner ersten Spielzeit in der Premjer-Liga kam er zu 26 Einsätzen für Tobyl, in denen er acht Tore erzielte. In der Saison 2020 absolvierte er 14 Partien und traf zweimal.
Im Januar 2021 kehrte Sebai wieder nach Russland zurück und schloss sich dem Erstligisten FK Chimki an. Bis zum Ende der Saison 2020/21 kam er zu acht Einsätzen für Chimki in der Premjer-Liga. Nach sechs Einsätzen zu Beginn der Saison 2021/22 wechselte er im September 2021 innerhalb der Liga zu Achmat Grosny. Für die Tschetschenen absolvierte er 17 Partien, in denen er dreimal traf.
Zur Saison 2022/23 wechselte Sebai nach Israel zu Hapoel Ironi Kirjat Schmona.